# دولوپ
دولوپ (به انگلیسی: Develop) یک نشریه دانشگاهی بریتانیایی برای صنعت بازی ویدئویی بود. پورتال آنلاین آن، همراه با نسخه دیجیتالی انتشارات چاپی، از ژوئیه ۲۰۰۷ فعال است.
در نوامبر ۲۰۱۷، NewBay Media، صاحب دولوپ در آن زمان، اعلام کرد که وب سایت‌ها، مجلات و رویدادهای دولوپ و مجله خواهر Esports Pro تا اوایل سال ۲۰۱۸ با مجله ترکیبی به ماهان نامه MCV منتقل می‌شوند.